# 习子规
《习子规》一书作者是中山大学管理学硕士张伟高。
本书依据《弟子规》体裁，核心内容分成六大部分，以总叙“习子规，大人训；首点梦，次清风；全深改，依法治；有余力，则伐平。”开篇，再以“点梦篇”、“清风篇”、“深改篇”、“法治篇”、“伐平篇”五个子个篇章进行阐述。最核心正文内容600句，1800字（3字1句）。该书于2015年1月由中国文化出版社出版。
该书旨在颂扬以习近平为总书记的新一届中央领导集体的治国思想和执政方略。由于在中国国内网络上引发巨大争议，遭全网封锁，引起海外中文媒体广泛关注。